# United States Foreign Intelligence Surveillance Court

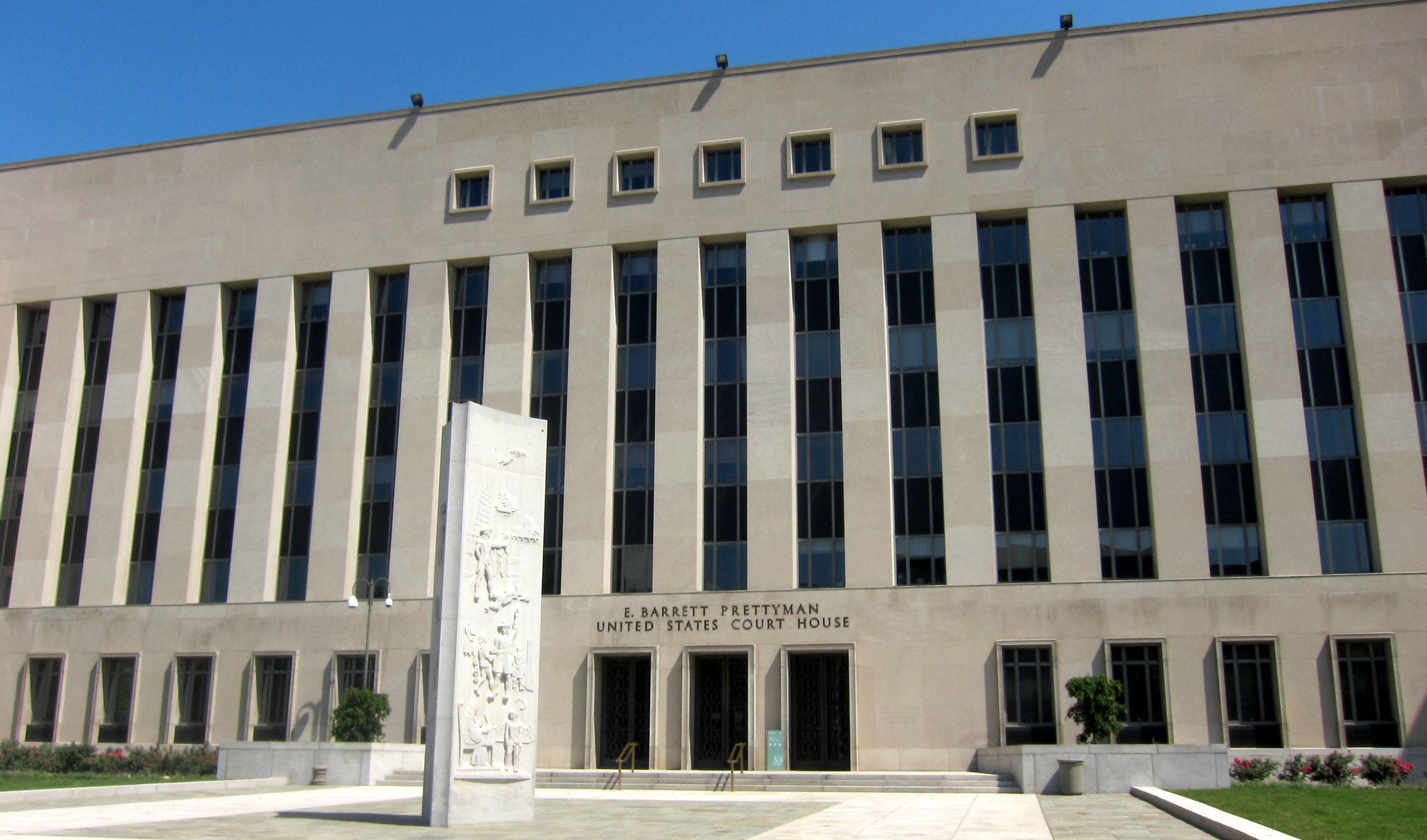
Das E. Barrett Prettyman United States Courthouse, der Sitz des FISC

Das United States Foreign Intelligence Surveillance Court (FISC, Gericht der Vereinigten Staaten betreffend die Überwachung der Auslandsgeheimdienste) ist ein 1978 geschaffenes Bundesgericht der USA, das die Überwachungsaktionen der nationalen Auslandsgeheimdienste regeln soll. Das FISC besteht auf der Grundlage von 50 U.S.C. § 1861(c)(2)(C) im Foreign Intelligence Surveillance Act (FISA, „Gesetz zur Überwachung in der Auslandsaufklärung“). Sowohl das FISA als auch das FISC entstanden infolge der Empfehlungen des Church Committees, das die teils illegalen Aktivitäten von FBI, CIA und NSA untersucht hatte.

## Gerichtsaufbau
Das Gericht besteht aus einem elfköpfigen Richtergremium (ursprünglich sieben), deren Mitglieder vom Vorsitzenden Richter des Supreme Court aus allen Bundesrichtern ausgewählt und ernannt werden. Die Bundesrichter bleiben in ihren jeweiligen Ämtern, jede Woche hat einer von ihnen Dienst am FISC und muss sich in Washington, D.C. aufhalten. Neue Verfahren werden immer dem diensthabenden Richter vorgelegt, im Regelfall entscheidet er. Wenn ein Verfahren eine Wiederholung oder Verlängerung eines früheren Falls ist, kann die Entscheidung an den ursprünglich zuständigen Richter abgegeben werden, der bereits in die Besonderheiten des Falls eingearbeitet ist. Das Gericht tritt in einem speziell gesicherten Gerichtssaal im E. Barrett Prettyman United States Courthouse, dem zentralen Bundesgerichtsgebäude für Washington D.C., zusammen.
Gegen Entscheidungen der ersten Instanz ist Revision zum United States Foreign Intelligence Surveillance Court of Review (FISCoR) möglich. Dieses besteht aus einem dreiköpfigen Spruchkörper, der aus den elf Richtern der ersten Instanz ausgewählt wird.
Die Sitzungen unterliegen grundsätzlich der Geheimhaltung, das Gericht entscheidet selbst, ob und welche Urteile es veröffentlicht. Über die Veröffentlichung von Urteilen und anderen Dokumenten des Gerichts im Besitz der Bundesregierung entscheidet die Regierung unter Anwendung der üblichen Regeln der Geheimhaltung.

## Verfahren
Damit Ermittlungsbehörden des Bundes eine wie auch immer geartete Observierung eines amerikanischen Staatsbürgers durchführen dürfen, muss dem FISC ein Antrag zur Genehmigung vorgelegt werden. Auch die Überwachung ausländischer Agenten durch den Inlandsgeheimdienst FBI fällt in dessen Bereich. Außerdem muss das FISC angerufen werden, wenn amerikanische Kommunikationsunternehmen verpflichtet werden sollen, Kommunikationsdaten inländischer Art oder mit dem Ausland herauszugeben. Diese Aufgabe des FISC wird teilweise durch National Security Letters gemäß dem USA PATRIOT Act ersetzt, die einseitig und direkt von Ermittlungsbehörden ausgestellt werden können, wenn eine Angelegenheit der nationalen Sicherheit berührt ist.
Wenn im Fall von Gefahr im Verzug die Behörden ohne vorherige Genehmigung durch das FISC Verdächtige durchsucht oder ihre Kommunikation überwacht haben, ist das Gericht unverzüglich zu informieren; dieses kann die Maßnahme innerhalb einer Woche nachträglich genehmigen.
Antragsberechtigt in Fällen der Überwachung ist ausschließlich die Bundesregierung, es gibt keine beklagte Partei, womit das FISC einer der wenigen Fälle im US-Gerichtswesen ist, in dem kein streitiges Verfahren angewendet wird. Bei Fragen der eigenen Zuständigkeit und Tätigkeit kann das FISC auch von dritten Parteien angerufen werden.

## Kritik an der Praxis
Am 20. Dezember 2005 verließ Richter James Robertson aus Protest gegen die gängige Überwachungspraxis das FISC. Vier Tage zuvor hatte die The New York Times die Nachricht veröffentlicht, dass die Regierung unter Präsident George W. Bush erstmals Telefonüberwachungen ohne Genehmigung des FISC durchgeführt hat. Im Mai 2006 wurde weiterhin bekannt, dass die NSA ohne Genehmigung die Daten des Telefonverkehrs von Millionen US-Bürgern speichert und auswertet. Die Regierung berief sich dabei auf präsidiale Kompetenzen im Sinne des USA PATRIOT Act, der nach den Terroranschlägen vom 11. September 2001 verabschiedet wurde.
Ab Anfang Juni 2013 geriet durch Veröffentlichungen, die auf Dokumenten von Edward Snowden beruhten, im Rahmen der Globalen Überwachungs- und Spionageaffäre das FISC dauerhaft ins Rampenlicht. Der ehemalige FISC-Richter James Robertson kam nach der Aufdeckung der Rechtsprechung des Gerichts zum Schluss, dass das Gericht entgegen seiner ursprünglichen Funktion als Ermittlungsinstanz seit der Erweiterung seiner Zuständigkeit im Rahmen der FISA-Ergänzung von 2008 Funktionen wahrnehme, die eher denen des Supreme Courts oder einer Bundesbehörde entsprächen. Mit seiner Rechtsprechung autorisiere es nicht nur Einzelfälle, sondern reguliere Methoden der Sicherheitsbehörden. Dann müssten aber auch die Verfahren vor dem Gericht angepasst werden, insbesondere müsse das streitige Verfahren eingeführt werden, in dem den Regierungsvertretern eine Partei gegenübersteht, die die Interessen der vom Behördenhandeln Betroffenen vertritt. Diese Pläne wurden in der weiteren Reform-Diskussion immer weiter reduziert und im November 2014 durch das Repräsentantenhaus der Vereinigten Staaten gestoppt.
Dem schloss sich die New York Times an, als sie enthüllte, dass die National Security Agency selbst drei Entscheidungen des Gerichts seit 2001 als Meilensteine in der Ermächtigung der Nachrichtendienste einordnet. In einer Reaktion auf die Medienberichte regte US-Präsident Barack Obama im August 2013 an, künftig bei einigen Fällen des FISC Elemente eines streitigen Verfahren einzuführen, indem der Regierungsseite ein Vertreter der Bürgerrechte gegenübergestellt wird.
Der Vorsitzende Richter des FISC gab als Reaktion auf Medienberichte zu, dass das Gericht keine Möglichkeit hätte, die Nachrichtendienste selbständig zu kontrollieren, sondern sich auf deren Berichte verlassen müsse. Zuvor war bekannt geworden, dass die NSA durch menschliche oder technische Fehler in tausenden von Fällen die Grenzen der Überwachungsanordnungen überschritten hat. Außerdem wurden große Teile dieser Fälle entgegen dem Gesetz nicht an das FISC zurückgemeldet, sondern mit verschiedenen Begründungen intern gehandhabt.
Zu den schwerwiegenden Fällen gehörte, dass die NSA von 2006 bis 2009 eine Liste von Telefonnummern unterhalten hat, die täglich gegen die Verbindungsdaten aller Gespräche in den Vereinigten Staaten abgeglichen wurde. Das Gericht hatte diesen Zugriff nur für konkrete Verdächtige in Anti-Terror-Ermittlungen erlaubt. Erst nach drei Jahren erfuhr das Gericht, dass nur 10 % der Nummern auf der Liste zu Terror-Ermittlungen gehörten und durch eine Ausweitung von Zuständigkeiten im Laufe der Jahre über 200 Mitarbeiter der NSA Zugriff auf diese streng geheimen Daten hatten.
Auch der übermäßige Zugriff der NSA auf die Verbindungsdaten amerikanischer Telefonnutzer erregte Kritik durch das FISC. Richter Reggie Walton stellte 2009 laut einem im September 2013 freigegebenen Schriftsatz fest, dass die NSA „täglich“ Daten in unzulässiger Form nutze und dabei die Rechte „tausender“ Bürger verletze. Er fragte, ob das Programm unter diesen Umständen fortgesetzt werden dürfe und stellte in Frage, dass der Nutzen für die nationale Sicherheit überwiege. Die NSA erwiderte, dass bis zu einer Untersuchung der Probleme niemand in der Behörde einen Überblick über die laufenden Programme hatte und die beteiligten Mitarbeiter davon ausgingen, dass für diese Daten weniger strenge Zugriffsregeln galten, die nur für andere Verfahren angewendet werden durften.
Ebenfalls im August 2013 wurde bekannt, dass das FISC schon im Jahr 2011 eine seit drei Jahren andauernde, gravierende Überschreitung der vorgegebenen Auflagen beim Abhören von Internetkommunikation durch die NSA mit scharfen Worten kritisiert hat. Beim Abgreifen von Daten an Knotenpunkten mit dem Upstream-Programm hatte die NSA im großen Stil sogenannte multi-communication transactions mitgeschnitten. Dabei bezogen sich der Verdacht und die Genehmigung nur auf einen von mehreren zusammenhängenden Kommunikationssträngen. Dem Gericht hatte die NSA diese überschießende Wirkung ihrer Methode jahrelang nicht mitgeteilt. Erst 2011 hat die NSA schließlich die Möglichkeit geschaffen, nur den relevanten Kommunikationsstrang herauszugreifen und alle anderen von der Speicherung auszunehmen. In der Entscheidung des Vorsitzenden Richters wurde auch bekannt, dass zwischen 2009 und 2011 in zwei weiteren Fällen die NSA die tatsächliche Breite ihrer Maßnahmen gegenüber dem Gericht falsch dargestellt hatte.
Andererseits weitete das FISC im Oktober 2011 seine frühere Rechtsprechung bezüglich der Auswertung von NSA-Datenbanken auf. 2008 hatte das FISC entschieden, dass die NSA eine individuelle richterliche Genehmigung brauche, wenn sie in legal mitgeschnittenen Daten grenzüberschreitender Kommunikation nach amerikanischen Kommunikationsteilnehmern suchen wolle. Diesen Grundsatz gab das Gericht auf Antrag der Regierung Obama auf und definierte den Begriff target (Zielperson) neu. Seitdem darf die NSA vorliegende Kommunikationsdaten mit Inlandsbezug nach beliebigen Kriterien und Beteiligten ohne weitere Genehmigung auswerten. Gleichzeitig wurde bekannt, dass diese neue Interpretation die Grundlage für Warnungen war, die die beiden US-Senatoren Ron Wyden und Mark Udall bereits 2012 ausgesprochen hatten. Damals durften sie als Geheimnisträger aber noch nicht über die seither freigegebene Entscheidung sprechen.
Ein früherer Auswerter der NSA äußerte 2013 die Ansicht, dass die Aufsicht der Judikative über das Handeln der Ermittlungsbehörden durch das FISC „lachhaft“ sei. Er nannte das Gericht „a kangaroo court with a rubber stamp.“ Von mehreren zehntausend Anfragen hätte das FISC etwa sechs abgelehnt. Der durch die Weitergabe der Pentagon Papers bekannte Whistleblower Daniel Ellsberg bezeichnete die Aussage von US-Präsident Obama, dass das Gericht eine Aufsicht im Sinne der Gewaltenteilung vornehme, als „Nonsense“. Sowohl das FISC als auch die Geheimdienstausschüsse des US-Kongresses seien in die Strukturen der Geheimdienste vollkommen eingebunden und hätten deren Wertmaßstäbe übernommen. Dem stimmt der Journalist, Jurist und Geheimdienstexperte James Bamford zu. Seiner Ansicht nach ist das Gericht durch den 2008 reformierten Foreign Intelligence Surveillance Act als Aufsichtsbehörde weitgehend ausgeschaltet, da die Exekutive keine einzeln zu benennende Gefahr als Grund für eine Überwachung mehr angeben muss. Er beschreibt außerdem, dass die Rolle des Kongresses sich von Aufsicht über Exekutive und Judikative zu der anfeuernder Fans der Überwachungsbehörden gewandelt hätte.
Ende 2019 wurde ein 400-seitiger Bericht veröffentlicht, für den das Justizministerium die Praxis der FISA-Anträge und Entscheidungen überprüft hat. Er kam zum Ergebnis, dass das FBI bei den Anträgen systematisch die Faktendarstellung verzerren und für den Beschuldigten günstige Anhaltspunkte im Antrag verschweigen. Der Justizausschuss des Senats leitete daraufhin eine Überprüfung des FISA ein.

## Geschichte
Seit Gründung des Gerichts stieg die Zahl der Anträge von zunächst 319 im ersten vollen Geschäftsjahr 1980 bis 1984 auf 635, um bis 1994 zwischen 500 und 600 Anträgen pro Jahr zu schwanken. Im Jahr 2000 wurde erstmals die Zahl von 1.000 Anträgen überschritten, der bislang höchste Wert wurde 2007 mit 2.371 Anträgen erreicht. Anträge der Bundesregierung werden kaum jemals abgelehnt: Erstmals wurden 2003 vier Anträge abgewiesen, insgesamt standen zwischen 1979 und 2012 33.942 bewilligten Anträgen nur 11 abgelehnte gegenüber.
Deshalb wird von der Möglichkeit der Revision nur sehr selten Gebrauch gemacht. Erstmals wendeten sich die Ermittlungsbehörden an das FISCoR im Jahr 2002, als John Ashcroft, der damalige Justizminister, zusätzliche Überwachungskompetenzen erteilt bekommen wollte, nachdem das FISC bei dem anhängigen Fall die durchgeführten 75 Überwachungen als unverhältnismäßig kritisierte und sogar einen FBI-Beamten vom weiteren Verfahren ausschloss. Das Revisionsgericht gab dem Antrag statt und erlaubte die Ermittlungsmaßnahmen.
Auch die Adressaten der Anordnungen oder Dritte wenden sich kaum je an die Revisionsinstanz. Laut einem Bericht des Vorsitzenden Richters des FISC von 2013 an den Senat der Vereinigten Staaten war die Beschwerde des Internetunternehmens Yahoo im Jahr 2008 das erste Mal, dass ein von einer Ermittlungsmaßnahme Betroffener die Anordnung überprüfen ließ. Yahoo griff die Verpflichtung aus dem Protect America Act von 2007 an, dass sie auf Anforderung durch die NSA vollständigen Zugriff auf alle Daten, Verbindungsdaten und Kommunikationsinhalte ihrer Kunden ohne individuelle richterliche Anordnung gewähren sollte. Nach Auffassung des Unternehmens war die Anordnung zu umfangreich und unspezifisch. In der Entscheidung vom 22. August 2008 bestätigte die Revisionsinstanz die Anweisung und erklärte, dass eine Weigerung mit hohen Geldstrafen gegen das Unternehmen oder Freiheitsstrafen gegen die Geschäftsführung belegt sei. Erst im September 2014 wurde freigegeben, dass es bei dem Streit um Verbindungs- und Inhaltsdaten ging und das 2013 enthüllte NSA-Programm PRISM Gegenstand des Verfahrens war. Bis dahin gingen alle Beobachter davon aus, dass nur die Herausgabe von Verbindungsdaten verlangt und bestätigt worden war. Die Rechtsgrundlage Protect America Act ging 2008 in der Novellierung des FISA auf.
Zuvor hatten sich 2002 die Bürgerrechtsorganisation ACLU und der Strafverteidigerverband National Association of Criminal Defense Lawers mit zwei als Amicus Curiae bezeichneten Stellungnahmen zu einem laufenden Verfahren an das Gericht gewandt.
Im Jahr 2012 wurden 1856 Anträge an das FISC zur Genehmigung von Überwachungsmaßnahmen gestellt. Diese Anträge können jeweils einzelne Dokumente, alle Daten einer Person oder alle Daten eines bestimmten Typs über alle Kunden eines Unternehmens betreffen, so dass die Zahl keine Aussage erlaubt, wie viele Menschen oder Ermittlungsverfahren betroffen waren. 1.789 Anträge bezogen sich auf elektronische Überwachung. Keiner dieser Anträge wurde ganz oder teilweise zurückgewiesen, allerdings zog die Regierung einen Antrag nach Erörterung mit dem Gericht zurück. In weiteren 40 Fällen wurde der Antrag nach der Beratung überarbeitet. Von den 212 Anträgen auf Herausgabe von Kundendaten wurde keiner zurückgewiesen, aber 200 Anträge wurden im Laufe des Gerichtsverfahrens modifiziert.
2013 wandten sich mehrere Internetunternehmen im Rahmen der Überwachungs- und Spionageaffäre 2013 an das Gericht und beantragten Anordnungen und die Geheimhaltung dieser Anordnungen zu überprüfen. Sie gaben die Klagen im Januar 2014 auf, als ihnen zugestanden wurde, die Zahl der bei ihnen eingegangenen Anfragen nach verschiedenen Überwachungsgesetzen der Größenordnung nach veröffentlichen zu dürfen.